# Sasa suzukii
Sasa suzukii är en gräsart som beskrevs av Takenoshin Nakai. Sasa suzukii ingår i släktet sasabambu, och familjen gräs. Inga underarter finns listade i Catalogue of Life.